# نیک فرادیانی
نیک فرادیانی (به انگلیسی: Nick Fradiani) خواننده آمریکایی است.
او برنده فصل چهاردهم امریکن آیدل شد.